# Box la Jocurile Olimpice de vară din 2024

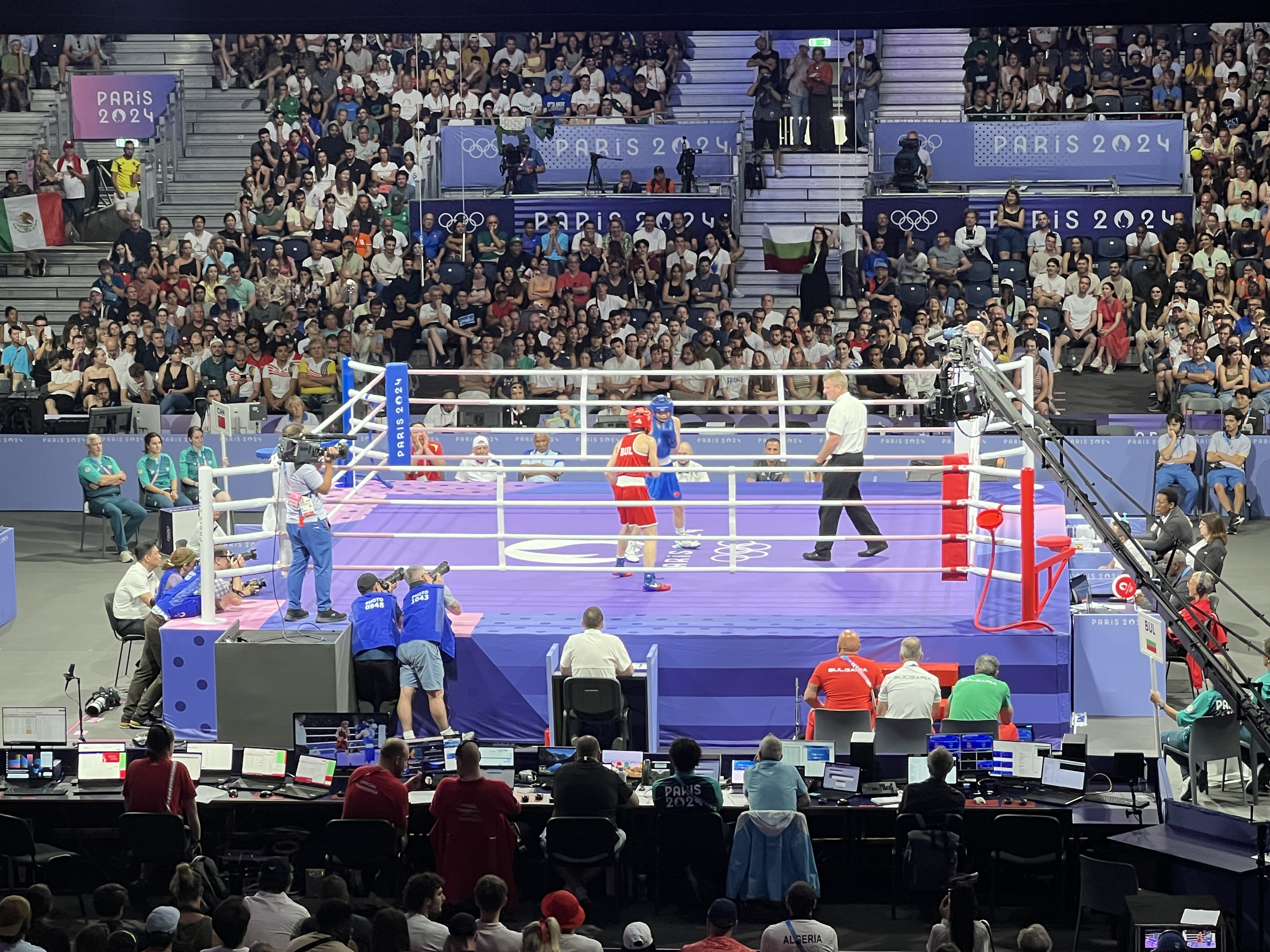
Ring de box

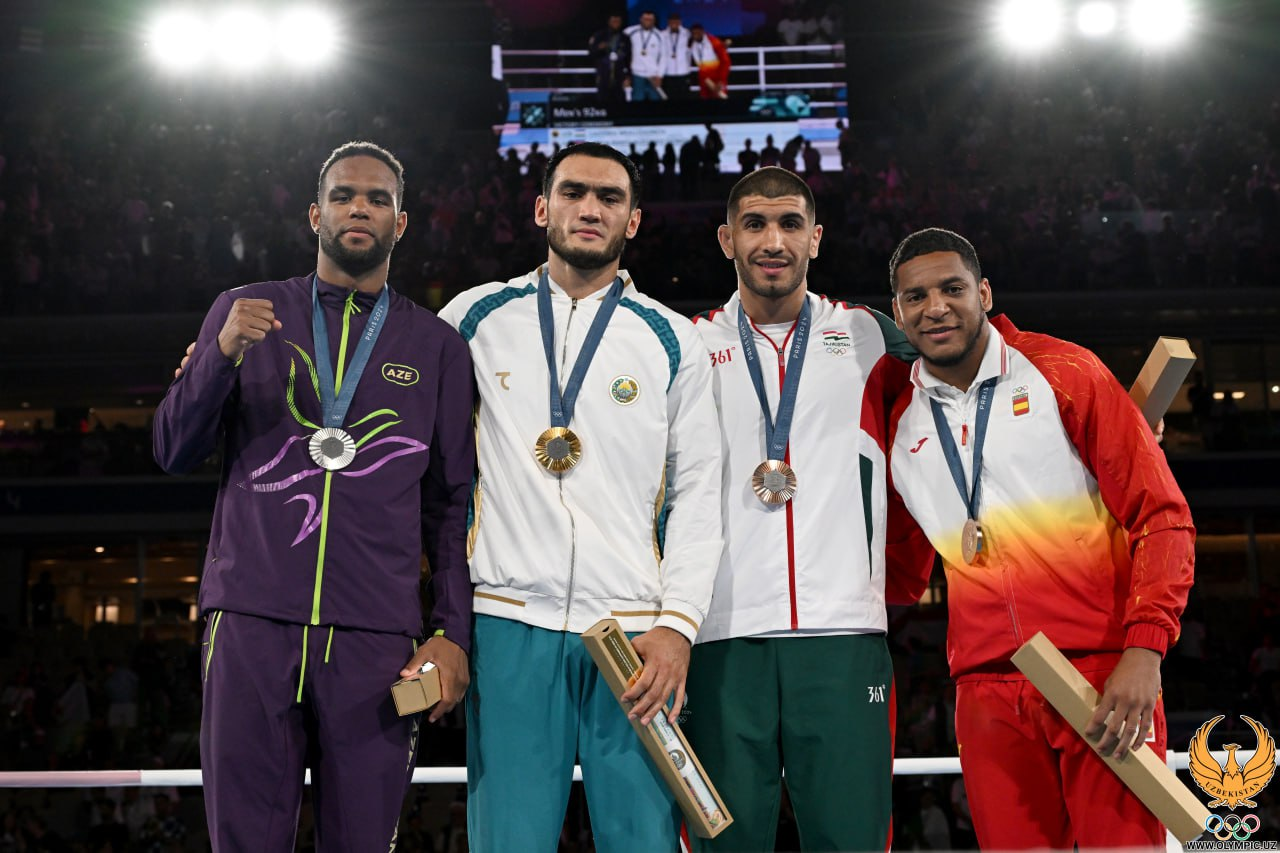
Medaliați la 92 kg

Probele de box la Jocurile Olimpice de vară din 2024 s-au desfășurat în perioada 27 iulie - 10 august la Arena Paris Nord din Paris, semifinalele și finalele având loc la Stade Roland Garros.

## Formatul competiției
La masculin s-au disputat următoarele șapte categorii:
- Muscă (Flyweight) - 51 kg
- Pană (Featherweight) - 57 kg
- Semiușoară (Lightweight) - 63,5 kg
- Semimijlocie (Welterweight) - 71 kg
- Semigrea (Light heavyweight) - 80 kg
- Grea (Heavyweight) - 92 kg
- Supergrea (Super heavyweight) - +92 kg

La feminin s-au disputat următoarele șase categorii:
- Muscă (Flyweight) - 50 kg
- Cocoș - 57 kg
- Pană (Featherweight) - 57 kg
- Semiușoară (Lightweight) - 60 kg
- Semimijlocie (Welterweight) - 66 kg
- Mijlocie (Middleweight) - 75 kg

### Masculin
| Categorie    | Aur                                        | Argint                                    | Bronz                                                 |
| Muscă        | Hasanboy Dusmatov · Uzbekistan (UZB)       | Billal Bennama · Franța (FRA)             | Junior Alcántara · Republica Dominicană (DOM)         |
| Muscă        | Hasanboy Dusmatov · Uzbekistan (UZB)       | Billal Bennama · Franța (FRA)             | Daniel Varela de Pina · Republica Capului Verde (CPV) |
| Pană         | Abdumalik Khalokov · Uzbekistan (UZB)      | Munarbek Seiitbek Uulu · Kârgâzstan (KGZ) | Charlie Senior · Australia (AUS)                      |
| Pană         | Abdumalik Khalokov · Uzbekistan (UZB)      | Munarbek Seiitbek Uulu · Kârgâzstan (KGZ) | Javier Ibáñez · Bulgaria (BUL)                        |
| Semiușoară   | Erislandy Álvarez · Cuba (CUB)             | Sofiane Oumiha · Franța (FRA)             | Wyatt Sanford · Canada (CAN)                          |
| Semiușoară   | Erislandy Álvarez · Cuba (CUB)             | Sofiane Oumiha · Franța (FRA)             | Lasha Guruli · Georgia (GEO)                          |
| Semimijlocie | Asadkhuja Muydinkhujaev · Uzbekistan (UZB) | Marco Verde · Mexic (MEX)                 | Omari Jones · Statele Unite ale Americii (USA)        |
| Semimijlocie | Asadkhuja Muydinkhujaev · Uzbekistan (UZB) | Marco Verde · Mexic (MEX)                 | Lewis Richardson · Marea Britanie (GBR)               |
| Semigrea     | Oleksandr Hîjneak · Ucraina (UKR)          | Nurbek Oralbay · Kazahstan (KAZ)          | Cristian Pinales · Republica Dominicană (DOM)         |
| Semigrea     | Oleksandr Hîjneak · Ucraina (UKR)          | Nurbek Oralbay · Kazahstan (KAZ)          | Arlen López · Cuba (CUB)                              |
| Grea         | Lazizbek Mullojonov · Uzbekistan (UZB)     | Loren Alfonso · Azerbaidjan (AZE)         | Enmanuel Reyes · Spania (ESP)                         |
| Grea         | Lazizbek Mullojonov · Uzbekistan (UZB)     | Loren Alfonso · Azerbaidjan (AZE)         | Davlat Boltaev · Tadjikistan (TJK)                    |
| Supergrea    | Bakhodir Jalolov · Uzbekistan (UZB)        | Ayoub Ghadfa · Spania (ESP)               | Nelvie Tiafack · Germania (GER)                       |
| Supergrea    | Bakhodir Jalolov · Uzbekistan (UZB)        | Ayoub Ghadfa · Spania (ESP)               | Djamili-Dini Aboudou Moindze · Franța (FRA)           |

### Feminin
| Categorie    | Aur                                 | Argint                            | Bronz                                  |
| Muscă        | Wu Yu · China (CHN)                 | Buse Naz Çakıroğlu · Turcia (TUR) | Nazym Kyzaibay · Kazahstan (KAZ)       |
| Muscă        | Wu Yu · China (CHN)                 | Buse Naz Çakıroğlu · Turcia (TUR) | Aira Villegas · Filipine (PHI)         |
| Cocoș        | Chang Yuan · China (CHN)            | Hatice Akbaş · Turcia (TUR)       | Pang Chol-mi · Coreea de Nord (PRK)    |
| Cocoș        | Chang Yuan · China (CHN)            | Hatice Akbaş · Turcia (TUR)       | Im Ae-ji · Coreea de Sud (KOR)         |
| Pană         | Lin Yu-ting · Taipeiul Chinez (TPE) | Julia Szeremeta · Polonia (POL)   | Esra Yıldız · Turcia (TUR)             |
| Pană         | Lin Yu-ting · Taipeiul Chinez (TPE) | Julia Szeremeta · Polonia (POL)   | Nesthy Petecio · Filipine (PHI)        |
| Semiușoară   | Kellie Harrington · Irlanda (IRL)   | Yang Wenlu · China (CHN)          | Wu Shih-yi · Taipeiul Chinez (TPE)     |
| Semiușoară   | Kellie Harrington · Irlanda (IRL)   | Yang Wenlu · China (CHN)          | Beatriz Ferreira · Brazilia (BRA)      |
| Semimijlocie | Imane Khelif · Algeria (ALG)        | Yang Liu · China (CHN)            | Janjaem Suwannapheng · Thailanda (THA) |
| Semimijlocie | Imane Khelif · Algeria (ALG)        | Yang Liu · China (CHN)            | Chen Nien-chin · Taipeiul Chinez (TPE) |
| Mijlocie     | Li Qian · China (CHN)               | Atheyna Bylon · Panama (PAN)      | Caitlin Parker · Australia (AUS)       |
| Mijlocie     | Li Qian · China (CHN)               | Atheyna Bylon · Panama (PAN)      | Cindy Ngamba (EOR)                     |

## Clasament pe medalii
| Loc   | Țară                           | Aur | Argint | Bronz | Total |
| ----- | ------------------------------ | --- | ------ | ----- | ----- |
| 1     | Uzbekistan                     | 5   | –      | –     | 5     |
| 2     | China                          | 3   | 2      | –     | 5     |
| 3     | Taipeiul Chinez                | 1   | –      | 2     | 3     |
| 4     | Cuba                           | 1   | –      | 1     | 2     |
| 5     | Algeria                        | 1   | –      | –     | 1     |
| 5     | Irlanda                        | 1   | –      | –     | 1     |
| 5     | Ucraina                        | 1   | –      | –     | 1     |
| 8     | Franța                         | –   | 2      | 1     | 3     |
| 8     | Turcia                         | –   | 2      | 1     | 3     |
| 10    | Kazahstan                      | –   | 1      | 1     | 2     |
| 10    | Spania                         | –   | 1      | 1     | 2     |
| 12    | Azerbaidjan                    | –   | 1      | –     | 1     |
| 12    | Kârgâzstan                     | –   | 1      | –     | 1     |
| 12    | Mexic                          | –   | 1      | –     | 1     |
| 12    | Panama                         | –   | 1      | –     | 1     |
| 12    | Polonia                        | –   | 1      | –     | 1     |
| 17    | Australia                      | –   | –      | 2     | 2     |
| 17    | Republica Dominicană           | –   | –      | 2     | 2     |
| 17    | Filipine                       | –   | –      | 2     | 2     |
| 20    | Brazilia                       | –   | –      | 1     | 1     |
| 20    | Bulgaria                       | –   | –      | 1     | 1     |
| 20    | Germania                       | –   | –      | 1     | 1     |
| 20    | Georgia                        | –   | –      | 1     | 1     |
| 20    | Marea Britanie                 | –   | –      | 1     | 1     |
| 20    | Canada                         | –   | –      | 1     | 1     |
| 20    | Republica Capului Verde        | –   | –      | 1     | 1     |
| 20    | Coreea de Nord                 | –   | –      | 1     | 1     |
| 20    | Echipa Olimpică a Refugiaților | –   | –      | 1     | 1     |
| 20    | Coreea de Sud                  | –   | –      | 1     | 1     |
| 20    | Tadjikistan                    | –   | –      | 1     | 1     |
| 20    | Thailanda                      | –   | –      | 1     | 1     |
| 20    | Statele Unite ale Americii     | –   | –      | 1     | 1     |
| Total | Total                          | 13  | 13     | 26    | 52    |